# Henry Tudor, Duke of Cornwall
Henry Tudor, Duke of Cornwall (* 1. Januar 1511 im Palast von Richmond; † 22. Februar 1511 ebenda) war der älteste Sohn König Heinrich VIII. von England und seiner ersten Gemahlin, Katharina von Aragon, und somit während seiner Lebenszeit Kronprinz von England.
Der sogenannte „Neujahrsprinz“ starb bereits im Alter von nur 52 Tagen. Sein Tod hatte allerdings noch Jahrzehnte später ungewöhnliche und tiefgreifende Folgen für die politischen Entwicklungen in England. Da sein Vater keine weiteren überlebenden männlichen Erben mit Katharina von Aragon hatte, petitionierte er schließlich beim Papst um eine Eheannullierung. Als dies verweigert wurde, sagte der König in den 1530ern die Kirche Englands von der kirchlichen Autorität Roms und des Papstes los und ließ seine Ehe stattdessen von englischen Klerikern annullieren. Langfristig ebnete diese Abspaltung von Rom direkt den Weg für die Ausbreitung der Reformation in England und die Entstehung der Anglikanischen Kirche.

## Geburt und Tod

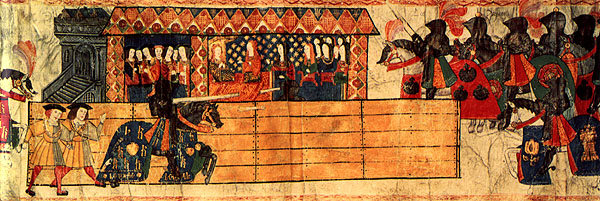
Zeitgenössische Darstellung des Westminster-Turniers anlässlich der Geburt Prinz Henrys, Februar 1511

Henry Tudor wurde am Neujahrsmorgen 1511, anderthalb Stunden nach Mitternacht, geboren. Er war nach knapp zwei Jahren Ehe und der Frühgeburt einer Tochter 1510 das erste lebende Kind des englischen Königspaares und erhielt durch seine Geburt den traditionellen Titel des englischen Thronfolgers, Duke of Cornwall. In London fanden Dankesprozessionen des Klerus statt, die Glocken wurden geläutet, Freudenfeuer entzündet und Wein in den Straßen ausgeschenkt. Im Tower feuerte man Salutschüsse aus den Kanonen ab, wie es anlässlich der Geburt eines Thronfolgers üblich war.
Vier Tage später, am 5. Januar, wurde Prinz Henry in der geschmückten Kirche der Friars Observant in Richmond getauft. Zur Kirche führte ein eigens mit Teppichen behangener 24 Fuß breiter Prozessionsweg. Seine Taufpaten waren König Ludwig XII. von Frankreich, William Warham, Erzbischof von Canterbury und die Erzherzogin Margarete von Österreich, wobei der König und die Erzherzogin nicht anwesend waren und vertreten wurden.
Für den Prinzen wurde danach in Richmond eine eigene Hofhaltung eingerichtet, mit Elizabeth Denton, die bereits diese Rolle für seinen Vater eingenommen hatte, als Vorsteherin (Lady Governess) und Elizabeth Poyntz als Amme. Daneben gehörten noch ein Arzt, vier Frauen, die seine Wiege schaukelten, Leibwächter und zahllose andere Diener dazu. König Heinrich begab sich zwischen dem 11. und 31. Januar zum Dank auf eine Pilgerreise zum Schrein von Walsingham und organisierte ein Turnier zu Ehren des Prinzen. Es war das drittteuerste Ereignis seiner Regierungszeit nach der Beerdigung Heinrich VII. und dem Camp du Drap d’Or. Zeitgenossen beschrieben es als das extravaganteste und theatralischste Turnier, das man in England bis dahin gesehen hatte. Es beinhaltete Wagenzüge mit ganzen Wäldern und Schlössern, Bankette und Tjoste.
Zehn Tage nach den Feierlichkeiten in Westminster starb der Prinz jedoch. Die Ursachen für seinen Tod sind nicht bekannt. Er wurde am 27. Februar 1511 in Westminster Abbey beigesetzt.

## Historische Bedeutung
Die Hauptmotivation für die Annullierung der Ehe lag darin, dass der König keine überlebenden legitimen Söhne hatte. Die Säuglingssterblichkeit jener Zeit war zwar selbst unter Adeligen hoch, das Königspaar konnte sich 1511 im Alter von nur 19 und 25 Jahren aber noch realistische Hoffnung auf andere Kinder machen. Trotz mindestens fünf weiterer Schwangerschaften brachte die Königin jedoch keinen lebenden Sohn mehr zur Welt, nur die Tochter, Maria, überlebte. Der König begann deshalb in den 1520ern Zweifel an der Rechtmäßigkeit seiner Ehe zu hegen. Da Katharina zuvor mit Heinrichs älterem Bruder Arthur verheiratet gewesen war, schien ihm der biblische Satz „Wenn jemand seines Bruders Weib nimmt, das ist eine schändliche Tat; sie sollen ohne Kinder sein“ (Lev 20,21 ) zuzutreffen, vor allem weil der König überzeugt war, dass „ohne Kinder“ als „ohne Söhne“ gelesen werden musste.
Nach sieben Jahren vergeblicher Bemühungen, die Ehe auf dem üblichen juristischen Weg durch den Papst annullieren zu lassen, löste der König schließlich 1533 mit dem Act of Appeals die englische Kirche von der Autorität Roms los, und die Ehe wurde von einem englischen Kirchengerichtshof annulliert. Ein Jahr später erklärte er sich mit der Suprematsakte zum Oberhaupt der Kirche von England, womit die Anglikanische Staatskirche geschaffen wurde.
Erst 26 Jahre nach dem Tod Prinz Henrys, zwei weiteren Frauen und dem folgenreichen Bruch mit Rom, wurde Heinrich VIII. mit Prinz Eduard wieder ein legitimer Sohn geboren.